# Спилието
Спилието или Берик или Беришкият или Сливенският пролом (на гръцки: Φαράγγι της Κορομηλιάς) е красив пролом в Егейска Македония, Северна Гърция, разположен на Рулската река (или Бистрица, на гръцки Ладопотамос).

## Описание
Проломът започва в местността Берик (Берики) на 800 m надморска височина, където е било разположено едноименното село Берик, и където е запазен Беришкият мост. Следва южна посока и излиза при село Сливени (Коромилия) на 750 m надморска височина. Общата му дължина е 18,3 km. Районът с площ от 707 ha е обявен за защитена територия, поради „особената природна красота“. Скалистите варовикови склонове на ждрелото са обсипани с малки пещери - откъдето и идва името Спилието (от гръцкото σπήλαιο, „пещера“). В една от пещерите при изхода на пролома е Сливенската кула.
По скалите и по бреговете на реката растат храсти и различни широколистни дървета.